# Antonín Strnad

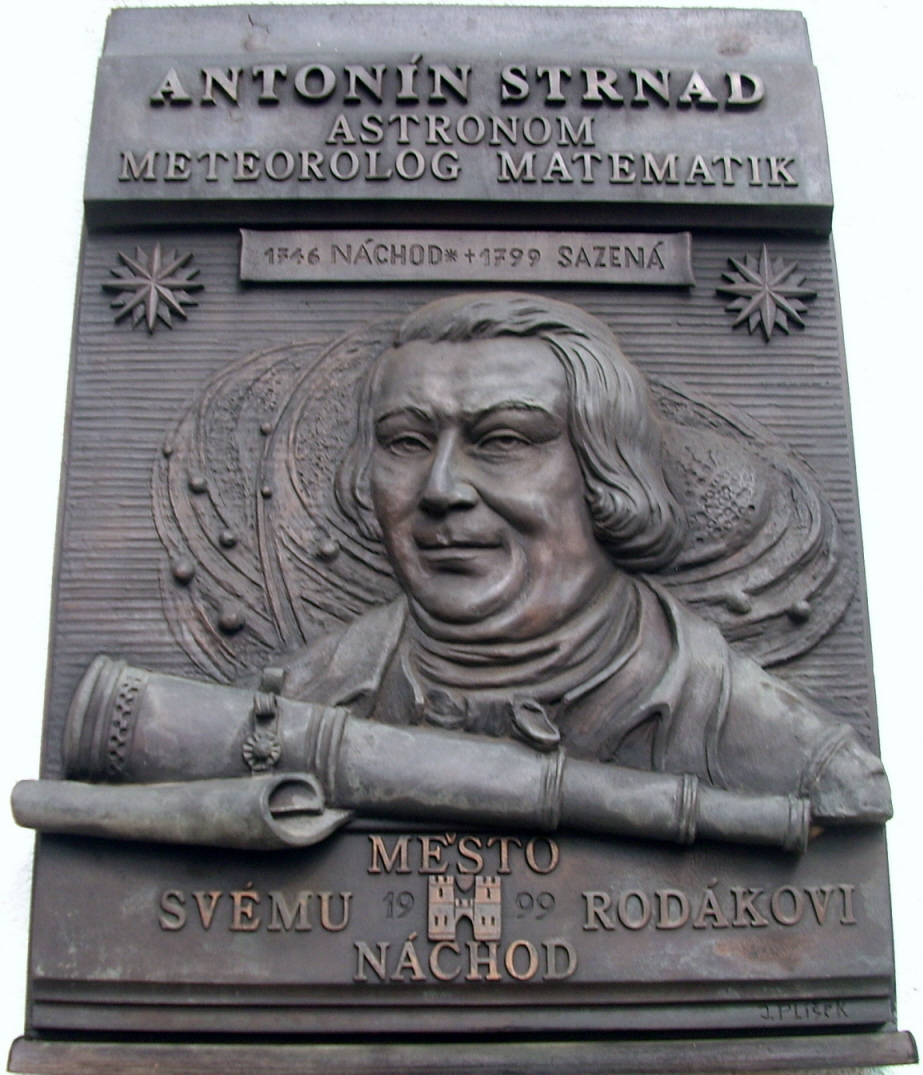
Antonín Strnad

Antonín Strnad (10. srpen 1746 Náchod – 23. září 1799 Sazená) byl český vlastenec, meteorolog, geograf, profesor a rektor Univerzity Karlo-Ferdinandovy a ředitel hvězdárny v Klementinu. Začal zaznamenávat svá meteorologická pozorování v Klementinu a v roce 1775 tak zahájil nejdelší souvislou řadu pozorování na světě.

## Život
Studoval gymnázium v Hradci Králové. Roku 1763 vstoupil do jezuitského řádu; nebyl však vysvěcen a po zrušení řádu v roce 1773 přešel na Univerzitu Karlo-Ferdinandovu, kde studoval matematiku, fyziku a astronomii. Byl žákem Josepha Steplinga, zakladatele observatoře v Klementinu, na níž byl adjunktem od roku 1774, staral se také o matematické muzeum. Po smrti J. Steplinga nastoupil roku 1778 na katedře jako mimořádný profesor matematické a fyzikální geografie. V roce 1781 byl jmenován ředitelem hvězdárny, roku 1792 děkanem filozofické fakulty a od roku 1795 rok působil ve funkci rektora univerzity. Roku 1784 se oženil s Kateřinou Marsanovou, se kterou měl později čtyři děti. Během života si dopisoval např. s ředitelem hvězdárny v Berlíně Janem Bernoullim (1742–1807), s vydavatelem berlínského astronomického kalendáře J. E. Bodem, ředitelem hvězdárny ve Vídni M. Hellem, ředitelem hvězdárny v Gótě Fr. X. von Zachem.
V osmdesátých letech 18. století se Strnad také zasloužil o záchranu staroměstského orloje, který byl od roku 1735 v kritickém stavu a pražský magistrát měl v úmyslu jej dát do starého železa. Strnad však chápal jeho historickou hodnotu a usiloval proto o jeho opravu. Po delším úsilí se mu podařilo přesvědčit magistrátního radu Fischera a posléze i celý magistrát, jenž uvolnil částku potřebnou pro rekonstrukci. Za Strnadova odborného dohledu opravu provedl za 793 zlatých v letech 1787 až 1791 hodinář Šimon Landsperger. Jelikož si magistrát uvědomil, jak velkou službu pro město Strnad tímto činem udělal, byl přijat spolu se svými syny do svazku pražských měšťanů a zbaven všech poplatků.
A. Strnad se zasloužil také o vznik Královské české společnosti nauk jejímž předsedou byl v letech 1787 až 1788. Snažil se o přetvoření soukromé učené společnosti na veřejnou Královskou českou společnost, díky tomu byl i v delegaci, která předložila v září roku 1784 císaři Josefu II. petici za ustanovení veřejné učené společnosti. V roce 1793 přednesl svou přednášku O typu zatmění Slunce před císařem Leopoldem II.
Roku 1799 onemocněl Strnad tuberkulózou. Po zhoršení zdravotního stavu jej pozval kníže Ferdinand Kinský na svůj zámek v Sazené, aby se zde zotavil. Antonín Strnad zde však 23. září 1799 zemřel. Je pohřben na hřbitově kostela svatého Klimenta v Chržíně u Velvar.
Na jeho počest byla v roce 1931 pojmenována ulice v Praze-Malešicích Strnadova.

## Astronomická a meteorologická měření
Pozorováním výšky Slunce při průchodu meridiánem pomocí kvadrantu o poloměru 3,5 stopy, které vykonal roku 1776, vypočetl zeměpisnou šířku klementinské hvězdárny. Výsledkem φ = 50° 4′ 32″ doplnil Steplingův údaj o zeměpisné délce 32° 11′ 15″ východně od Ferra a tím byla určena přesná poloha hvězdárny. Při výpočtech vycházel ze 42 naměřených hodnot.
Již jako člen jezuitského řádu prováděl Strnad měření meteorologických údajů. Od J. Steplinga získal další zkušenosti s pravidelnými meteorologickými pozorováními. Dochovaly se jeho deníky od počátku roku 1775; v Klementinu jsou od té doby pravidelná měření (tlaku, teploty, srážkového úhrnu, rychlosti a směru větru) prováděna dodnes. Strnad dále inicioval zřízení dalších meteorologických stanic v Čechách (např. v Chocni, Telči, Žatci, Plané u Mariánských Lázní, Žitenicích aj.). Zabýval se pozorováním meteorů a měřením magnetického pole Země.
A. Strnad byl členem Mannheimské meteorologické společnosti, která podporovala vznik mezinárodní sítě meteorologických stanic na severní polokouli, a mezi roky 1781-1792 se na činnosti společnosti podílel. Aby bylo možné měření navzájem porovnávat, byla za jeho přispění zahájena pravidelná měření v 7, 14 a 21 hodin – v časech, které se používají dodnes. Strnadovy kvalitní materiály, které pro společnost vypracoval, mu vynesly třikrát veřejnou pochvalu. V mannheimské ročence napsal: Je však naše observatoř umístěna na velmi nízkém místě a obklopena domy především židovskými na severní a východní straně. Ačkoli jsou všechny onde nižší, jest i tak jisté, že kouř opětovaně, i když řidčeji, z tolika set sousedních komínů způsobuje změnu na teplotě... Příspěvkem předstihl o půl století konstatování Luke Howarda z roku 1833, že klima města velmi ovlivňuje teplo, způsobené například spalováním velkého množství paliva.

## Dílo
- Chronologisches Verzeichnis etc. (1790) V knize uvedl i fenologická pozorování počasí.
- Stoletý kalendář na způsob Kryštofa z Helwiku (1793)
- Verzeichnis der Naturbegebenheiten in Böhmen vom Jahre 633–1700 (1790)
- Beobachtungen über einige meteorologische Gegenstände besonders über die Ebbe und Fluth in der Luft etc. (1785)
- řada článků popularizujících meteorologii a určených rolníkům, vinařům, lesníkům, ovocnářům